# Jason Fuchs
Jason Isaacs Fuchs (New York, 5 maggio 1986) è un attore, sceneggiatore e produttore cinematografico statunitense.

## Biografia
Inizia a recitare da bambino, debuttando nel 1996 con un ruolo nel film Flipper. Due anni più tardi recita nel film comico Mafia!, per cui riceve una candidatura allo Young Artist Award. Viene nominato nuovamente al premio nel 2003 per la sua interpretazione in un episodio della serie Law & Order - Unità vittime speciali.
Nel 2012 inizia l'attività di sceneggiatore, assieme a Michael Berg è co-sceneggiatore del film d'animazione L'era glaciale 4 - Continenti alla deriva. Nel 2013 la sceneggiatura di Pan - Viaggio sull'isola che non c'è viene inclusa nella black list, diventa un film nel 2015 per la regia di Joe Wright. Il film si rivela un flop di pubblico e critica. Fuchs era stato inizialmente scelto per scrivere la sceneggiatura di Wonder Woman, successivamente scartata dalla regista Patty Jenkins.
Nel 2016 ha un piccolo ruolo di un aspirante sceneggiatore nel pluripremiato film La La Land.

## Filmografia

### Attore

#### Cinema
- Flipper, regia di Alan Shapiro (1996)
- Mafia!, regia di Jim Abrahams (1998)
- Louis & Frank, regia di Alexandre Rockwell (1998)
- Spooky House, regia di William Sachs (2002)
- The Hebrew Hammer, regia di Jonathan Kesselman (2003)
- Holy Rollers, regia di Kevin Asch (2010)
- La La Land, regia di Damien Chazelle (2016)
- Love Is Blind, regia di Monty Whitebloom e Andy Delaney (2019)
- It - Capitolo due (It Chapter Two ), regia di Andy Muschietti (2019)
- Argylle - La super spia (Argylle), regia di Matthew Vaughn (2024)

#### Televisione
- I Robinson (Cosby) – serie TV, 1 episodio (1998)
- I Soprano (The Sopranos) – serie TV, 1 episodio (2000)
- Law & Order: Criminal Intent – serie TV, 1 episodio (2002)
- Law & Order - Unità vittime speciali (Law & Order: Special Victims Unit) – serie TV, 1 episodio (2002)
- Ed – serie TV, 1 episodio (2003)
- La valle dei pini (All My Children) – soap opera, 2 puntate (2005)
- The Good Wife – serie TV, 1 episodio (2010)
- Pan Am – serie TV, 1 episodio (2011)
- The Passage – serie TV, 6 episodi (2019)

### Sceneggiatore
- L'era glaciale 4 - Continenti alla deriva (Ice Age: Continental Drift ), regia di Steve Martino e Michael Thurmeier (2012)
- Rags – film TV, regia di Bille Woodruff (2012)
- Pan - Viaggio sull'isola che non c'è (Pan), regia di Joe Wright (2015)
- Sei ancora qui - I Still See You (I Still see You) (2018)
- Argylle - La super spia (Argylle), regia di Matthew Vaughn (2024)

### Produttore
- Sei ancora qui - I Still See You (I Still see You) (2018)
- It - Capitolo due (It Chapter Two ), regia di Andy Muschietti (2019)
- Argylle - La super spia (Argylle), regia di Matthew Vaughn (2024)